# Jean Bart (cuirassé, 1911)
Pour les autres navires du même nom, voir Jean Bart (navire).
 (novembre 2023).
Si vous disposez d'ouvrages ou d'articles de référence ou si vous connaissez des sites web de qualité traitant du thème abordé ici, merci de compléter l'article en donnant les références utiles à sa vérifiabilité et en les liant à la section « Notes et références ».
Le Jean Bart est un cuirassé de type dreadnought de classe Courbet construit et mis en service pour la Marine nationale française. Il est le 12e navire à porter le nom du corsaire dunkerquois.

## Construction
Il a été mis sur cale le 15 novembre 1910 à l'Arsenal de Brest, lancé le 22 septembre 1911 et mis en service le 5 juin 1913.

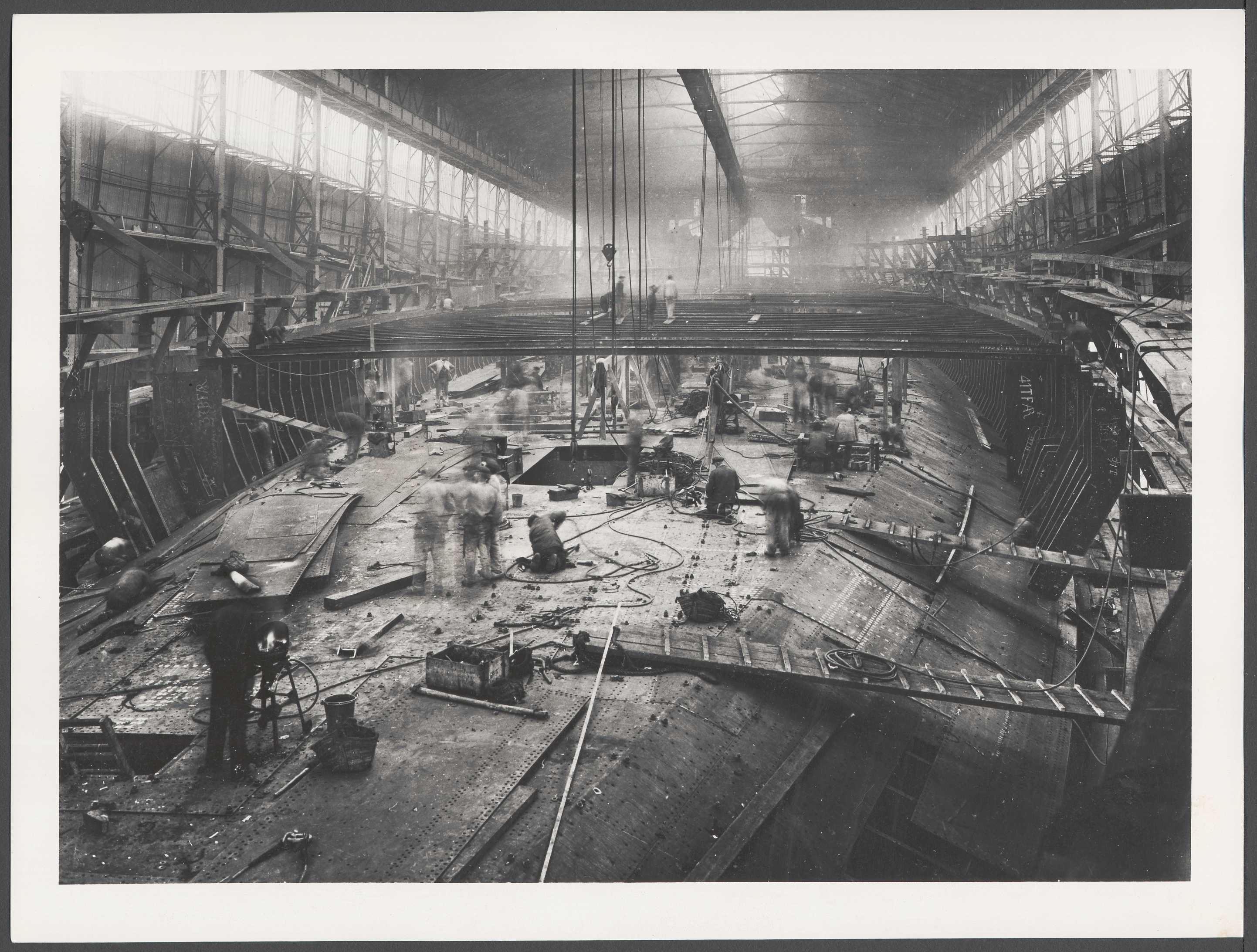
Construction.
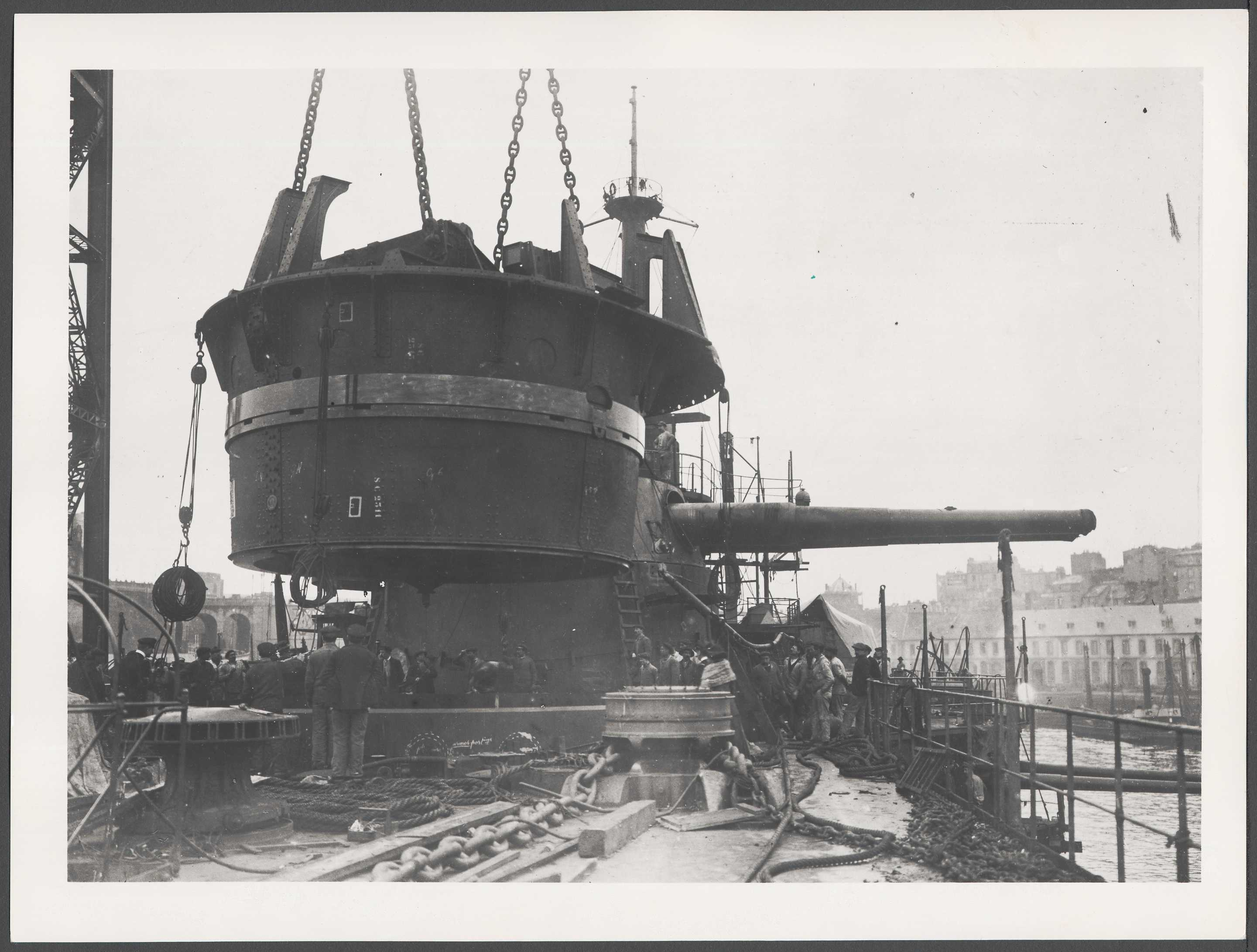
Embarquement des canons.
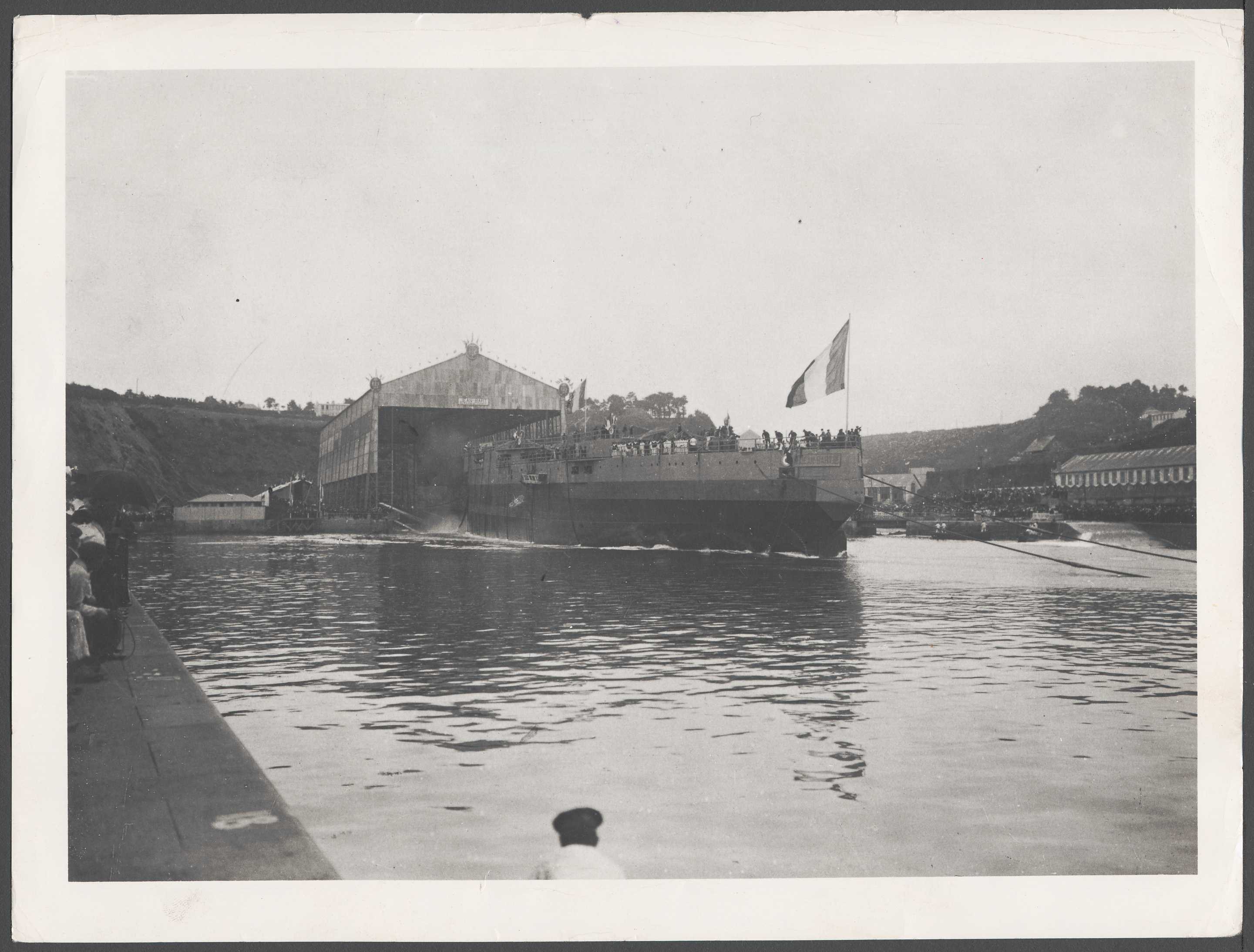
Lancement de la cale du point de jour.

## Carrière
Sa carrière débute à l'été 1914, lorsqu'il conduit le président de la République Raymond Poincaré en visite officielle diplomatique en Russie et en Suède. 
Le cuirassé Jean-Bart appareille le 24 juin 1914 de Toulon, pour effectuer ses premiers exercices de tirs au large de la Corse. Il fait route sur Brest. Le 30 juin à 10 h, il est mouillé dans la rade. Après treize jours d'escale de ravitaillement en charbon et en vivres, il appareille pour Cherbourg où il accoste le 14 juillet à 11 h, avec pour mission d'embarquer le président Poincaré. Le lendemain, le Jean-Bart reçoit l'ordre de se diriger sur Dunkerque où le président doit finalement embarquer, accompagné du président du Conseil René Viviani. 
C'est à bord du cuirassé France que le président de la République embarquera, avec pour escorte le Jean-Bart, le Stylet et le Tromblon. Le 20 juillet à 13 h, des hourras, des applaudissements nourris, des « Vive la France » et des Marseillaise chantées à tue-tête accueillent l'escadre française à Cronsdadt, port russe de la mer Baltique. Le 21 juillet, 150 hommes de l'équipage du Jean-Bart sont désignés pour participer à un banquet franco-russe qui se tient à Saint-Pétersbourg, alors capitale de l'Empire russe et de la Russie. Chants russes et chansons françaises, bières et alcools forts, l'alliance franco-russe est alors au plus haut. 
Le 25 juillet, salué par la marine suédoise, le Jean-Bart mouille en face de Stockholm. Escale de 24 heures. Alors que le Jean-Bart poursuit sa route ouest vers le Danemark, une dépêche lui ordonne de rallier Brest au plus vite.  
L'Autriche a en effet adressé un ultimatum à la Serbie trois jours auparavant, le 23 juillet, ultimatum expirant sous 48 h. Le 28 juillet, l'Autriche déclare la guerre à la Serbie. Dans l'engrenage des alliances, le 1er août, l'Allemagne déclare la guerre à la Russie. 
Le président de la République Raymond Poincaré, et le président du Conseil René Viviani débarqueront à Dunkerque le 30 juillet. Berlin adresse une lettre de déclaration de guerre à la France le 3 août. C'est la Première Guerre mondiale. 
Le Jean-Bart sert en Méditerranée, durant la Première Guerre mondiale. Il est torpillé le 21 décembre 1914 par le sous-marin autrichien sous-marin SM U-12 (en) dans le canal d'Otrante. Sérieusement touché sur le bâbord avant, au niveau de la cambuse, il repart à faible allure sur Malte, où il arrive le 27 décembre pour subir des réparations. Il ne quittera son bassin de réparation à Malte que le 1er avril 1915. A la fin du conflit, il est attaché à la 1re escadre de Corfou.

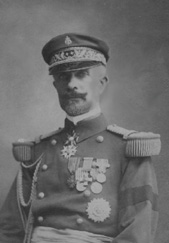
Contre-amiral du Couëdic

Lors d'une mission en mer Noire, il est concerné par les mutineries de 1919. Le Jean Bart est alors commandé par le capitaine de vaisseau Henri du Couëdic de Kerérant (1868-1947) qui, bien que blessé fait amener le drapeau rouge hissé par les mutins. Puis il est basé durant l'entre-deux-guerres à Toulon. 
Incorporé à la 1re division de la 1re escadre, il est placé en réserve. De 1920 à 1923, il exerce une activité normale d’escadre sur les côtes de Provence et de Méditerranée occidentale interrompue par une visite à Smyrne en septembre 1922 pour évacuer les ressortissants français ainsi que d'autres réfugiés.
Il est refondu entre octobre 1923 et janvier 1925 (chauffe au mazout ; modification de l'armement avec des canons de 305 mm permettant l'accroissement de la portée à 26 000 m ; installation d'un tripode et d'une direction de tir ; les deux cheminées sont réunies en une seule haute et plus grosse) et d’août 1929 à septembre 1931. 
À partir de 1935, il est désarmé et affecté à l'instruction pour l'École des torpilleurs et électriciens. Le 24 juin 1936, il est renommé Océan en raison de la construction du nouveau cuirassé Jean Bart à Saint-Nazaire.
Le 27 novembre 1942, mouillé à Brégaillon, jour du sabordage de la flotte française à Toulon, sous le commandement du capitaine de vaisseau Louis Clatin, il est saisi intact par les Allemands. 
Toutefois, avant la prise du bâtiment, son commandant ne pouvant saborder son navire, réussi à saborder le chalutier dragueur Roche-Françoise :
« La Roche-Françoise, dit le commandant Clatin, commandant du cuirassé Océan, était un chalutier dragueur armé d'une pièce de 75 et de deux mitrailleuses; bien que petit bâtiment, c'était néanmoins un bâtiment auxiliaire que pouvaient utiliser les Allemands. À ce titre, il valait d'être sabordé. De plus, il y avait dans ce sabordage, exécuté sous les yeux de notre équipage, un élément moral que je n'avais pas le droit de négliger en ces circonstances […] Lorsque le jour se lève sur Saint-Mandrier, la Roche-Françoise achève de couler droit, le haut de la cheminée demeurant visible. »
Saisi par les Allemands il va être utilisé pour des tests d'explosifs. Il est ensuite endommagé par des bombardements alliés dans le cadre de la préparation du débarquement de Provence. Quand le port de Toulon est libéré, le cuirassé est retrouvé coulé aux appontements de Milhaud aux côtés du vieux cuirassé Condorcet.
Il est officiellement condamné en 1945, puis renfloué et démoli à La Seyne-sur-Mer aux côtés du cuirassé Provence. En 1950, il ne restait plus que les œuvres vives de la coque.

## Note et référence
1. ↑  site netmarine : bâtiments ayant porté le nom de Jean Bart
2. ↑  Capitaine de Vaisseau Louis Marie Clatin, né le 14 avril 1896 à Pleumeur-Gautier (Côtes-d'Armor) mort à Brest le 9 septembre 1944 lors de l'explosion de l'abri Sadi-Carnot, causant la mort de 373 personnes (Français et Allemands). Il est inhumé au cimetière de Lézardrieux (Côtes d'Armor).
3. ↑  « Roche Françoise - Arraisonneur/Dragueur auxiliaire », postenavalemilitaire.com (consulté le 28 juillet 2024)
4. ↑  Le suicide de la flotte française à Toulon- Henri Noguères
5. ↑  https://sudwall.superforum.fr/t6044-liberation-de-toulon